# Francisco Maldonado (Chuchampas)
Francisco Maldonado Chávez (Moquegua, Perú, 10 de febrero de 1943) es un exfutbolista peruano.

## Trayectoria
Empezó su carrera jugando en la liga de primeras en su ciudad natal por el desaparecido Social Deportivo Independiente de Moquegua. En 1964 juega en el Club A.B.Leguia de Tacna ciudad donde fue bastante reconocido por su buen juego lamentablemente sufre la rotura de tibia y peroné. En 1966 y 1967 juega la Copa Perú por Atlético Huracán de Moquegua coincidiendo con otro gran jugador moqueguano Fernando Cuéllar Ávalos. En 1968 juega en la Liga de Arequipa por el Independiente de Miraflores realizando una gran campaña que le permitió definir con FBC Melgar el título de la liga de ese año. Para 1969, 1970 y 1971 disputa con FBC Melgar la Copa Perú ganándola en ese año y debutando en el fútbol profesional peruano. En 1973, esta vez jugando por Sportivo Huracán consigue su segunda Copa Perú. En 1976 se retira del fútbol por continuas lesiones en la rodilla en el equipo del Deportivo La Breña.
Tras su retirada trabajó como administrativo para el IPSS que luego pasaría a denominarse ESSALUD en el Área de Inspectoría por más de 30 años.
Cabe destacar que no solo fue un buen futbolista, sino que sobresalió además en el baloncesto y natación representado al seleccionado de su tierra en diversos eventos; era un deportista completo, aprovechando su recia constitución física y la fuerza que le ponía en cada jugada, inspiraba respeto y le daba cuerpo al equipo

## Clubes

### Como futbolista profesional
| Club                        | País | Año       |
| --------------------------- | ---- | --------- |
| Atlético Huracán            | Perú | 1966-1967 |
| Independiente de Miraflores | Perú | 1968      |
| FBC Melgar                  | Perú | 1969-1972 |
| Sportivo Huracán            | Perú | 1973      |
| Deportivo La Breña          | Perú | 1976      |

## Palmarés

### Como futbolista
| Título    | Club             | Sede | Año  |
| --------- | ---------------- | ---- | ---- |
| Copa Perú | FBC Melgar       | Perú | 1971 |
| Copa Perú | Sportivo Huracán | Perú | 1973 |